# Xiao Zhi
Xiao Zhi (肖智S; Luoyang, 28 maggio 1985) è un calciatore cinese, attaccante dell'Hebei Zhuoao e della Nazionale cinese.

## Caratteristiche tecniche
È un mediano.

## Carriera

### Club
Ha giocato nella prima divisione cinese.

### Nazionale
Con la nazionale cinese ha preso parte alla Coppa d'Asia 2019.

## Statistiche

### Cronologia presenze e reti in nazionale
| Cronologia completa delle presenze e delle reti in nazionale ― Cina | Cronologia completa delle presenze e delle reti in nazionale ― Cina | Cronologia completa delle presenze e delle reti in nazionale ― Cina | Cronologia completa delle presenze e delle reti in nazionale ― Cina | Cronologia completa delle presenze e delle reti in nazionale ― Cina | Cronologia completa delle presenze e delle reti in nazionale ― Cina | Cronologia completa delle presenze e delle reti in nazionale ― Cina | Cronologia completa delle presenze e delle reti in nazionale ― Cina |
| Data                                                                | Città                                                               | In casa                                                             | Risultato                                                           | Ospiti                                                              | Competizione                                                        | Reti                                                                | Note                                                                |
| ------------------------------------------------------------------- | ------------------------------------------------------------------- | ------------------------------------------------------------------- | ------------------------------------------------------------------- | ------------------------------------------------------------------- | ------------------------------------------------------------------- | ------------------------------------------------------------------- | ------------------------------------------------------------------- |
| 07-06-2017                                                          | Canton                                                              | Cina                                                                | 8 – 1                                                               | Filippine                                                           | Amichevole                                                          | 1                                                                   | 46’                                                                 |
| 13-06-2017                                                          | Malacca                                                             | Siria                                                               | 2 – 2                                                               | Cina                                                                | Qual. Mondiali 2018                                                 | -                                                                   | 56’                                                                 |
| 31-08-2017                                                          | Wuhan                                                               | Cina                                                                | 1 – 0                                                               | Uzbekistan                                                          | Qual. Mondiali 2018                                                 | -                                                                   | 46’                                                                 |
| 05-09-2017                                                          | Doha                                                                | Qatar                                                               | 1 – 2                                                               | Cina                                                                | Qual. Mondiali 2018                                                 | 1                                                                   |                                                                     |
| 10-11-2017                                                          | Canton                                                              | Cina                                                                | 0 – 2                                                               | Serbia                                                              | Amichevole                                                          | -                                                                   | 46’                                                                 |
| 14-11-2017                                                          | Chongqing                                                           | Cina                                                                | 0 – 4                                                               | Colombia                                                            | Amichevole                                                          | -                                                                   | 46’                                                                 |
| 09-12-2017                                                          | Tokyo                                                               | Corea del Sud                                                       | 2 – 2                                                               | Cina                                                                | Coppa dell'Asia orientale 2017 - Prima fase                         | -                                                                   | 65’                                                                 |
| 12-12-2017                                                          | Tokyo                                                               | Giappone                                                            | 2 – 1                                                               | Cina                                                                | Coppa dell'Asia orientale 2017 - Prima fase                         | -                                                                   | 46’                                                                 |
| 26-03-2018                                                          | Nanning                                                             | Cina                                                                | 1 – 4                                                               | Rep. Ceca                                                           | Amichevole                                                          | -                                                                   | 63’                                                                 |
| 26-05-2018                                                          | Nanchino                                                            | Cina                                                                | 1 – 0                                                               | Birmania                                                            | Amichevole                                                          | -                                                                   | 62’                                                                 |
| 02-06-2018                                                          | Bang Kapi                                                           | Thailandia                                                          | 0 – 2                                                               | Cina                                                                | Amichevole                                                          | -                                                                   |                                                                     |
| 13-10-2018                                                          | Suzhou                                                              | Cina                                                                | 0 – 0                                                               | India                                                               | Amichevole                                                          | -                                                                   | 46’                                                                 |
| 20-11-2018                                                          | Pechino                                                             | Cina                                                                | 1 – 1                                                               | Palestina                                                           | Amichevole                                                          | -                                                                   | 71’                                                                 |
| 24-12-2018                                                          | Doha                                                                | Iraq                                                                | 2 – 1                                                               | Cina                                                                | Amichevole                                                          | -                                                                   | 46’                                                                 |
| 28-12-2018                                                          | Doha                                                                | Giordania                                                           | 1 – 1                                                               | Cina                                                                | Amichevole                                                          | -                                                                   | 46’                                                                 |
| 20-01-2019                                                          | al-'Ayn                                                             | Thailandia                                                          | 1 – 2                                                               | Cina                                                                | Coppa d'Asia 2019 - Ottavi di finale                                | 1                                                                   | 64’                                                                 |
| 24-01-2019                                                          | Abu Dhabi                                                           | Cina                                                                | 0 – 3                                                               | Iran                                                                | Coppa d'Asia 2019 - Quarti di finale                                | -                                                                   | 28’ 78’                                                             |
| Totale                                                              |                                                                     | Presenze                                                            | 17                                                                  |                                                                     | Reti                                                                | 3                                                                   |                                                                     |